# Calkinsia aureus
Calkinsia aureus — вид екскават відділу евгленових (Euglenozoa). Поширений на глибоководному морському дні з низьким вмістом кисню.

## Систематика
Серед науковців не існує єдиної думки щодо систематичного розташування виду. Спершу вид помістили у родину Euglenaceae. Проте ДНК-аналіз показав, що вид не належить до жодної з трьох груп евгленових (Kinetoplastida, Euglenida чи Diplonemida). Тому Calkinsia aureus виокремлюють у власну групу Symbiontida (поруч з деякими послідовностями ДНК, які були знайдені в морському середовищі, але не ототожнюються з відомими організмами). Деякі автори об'єднують Calkinsia з Postgaardi у порядку Postgaardida, але Postgaardi ще недостатньо вивчений для перевірки цієї гіпотези.